# Апаш (Мозел)
Апаш (фр. Apach) насеље је и општина у североисточној Француској у региону Лорена, у департману Мозел која припада префектури Тионвил Ест.
По подацима из 2011. године у општини је живело 1004 становника, а густина насељености је износила 299,7 становника/km². Општина се простире на површини од 3,35 km². Налази се на средњој надморској висини од 115 метара (максималној 365 m, а минималној 145 m).

## Демографија
| 1962. | 1968. | 1975. | 1982. | 1990. | 1999. | 2011. |
| ----- | ----- | ----- | ----- | ----- | ----- | ----- |
| 799   | 841   | 848   | 864   | 798   | 813   | 1.004 |

График промене броја становника у току последњих година